# Правителство на Кимон Георгиев 3
Третото правителство на Кимон Георгиев е шестдесет и четвърто правителство на Царство България, назначено с Указ № 6 и 7 от 31 март 1946 г.. Управлява страната до 22 ноември 1946 г., след което е наследено от първото правителство на Георги Димитров.

## Съставяне
Третото правителство на Кимон Георгиев е образувано с промени на неговото второ правителство – добавени са две министерства, намален е броят на подпредседателите и са извършени персонални промени и промени в съотношението на партиите от коалицията. Това става по нареждане на Йосиф Сталин, който критикува българските комунисти за бавното налагане на тоталитарния режим в страната. Той иска засилване на присъствието на БКП и БЗНС в кабинета, отстраняването на външния министър Петко Стайнов и прочистване на персонала на външното министерство, както и смяната на финансовия министър Станчо Чолаков.
Кабинетът, оглавен от Кимон Георгиев, е образуван от политически дейци на Отечествения фронт (Народен съюз „Звено“, БРП (к.), БЗНС (казионен), Радикалната партия) и безпартийни интелектуалци.

## Политика

### Вътрешна политика
Новото правителство концентрира цялата изпълнителна власт в ръцете на комунистите. От висшите учебни заведения са изгонени преподавателите – противници на ОФ, и студенти – деца на осъдени от Народния съд. Започва прием на млади комунисти в университетите и военните училища без изпит и необходимо образование. Част от бившите съпротивници на бившите дейци на нелегалната съпротива, заели високи постове в армията, милицията и държавния апарат, са „удостоени“ с висше образование, без дори да са влизали в университет. По подобие на съветските лагери, в Ловеч, Белене, Скравена и др. са организирани трудови „колонии“ за противниците на режима. Наследниците на осъдените от Народния съд са насилствено изселени в провинцията.
По пряко указание на Йосиф Сталин към Георги Димитров, през лятото на 1946 година започва чистка в армията, съпътствана от публични показни процеси срещу предполагаеми офицерски организации – „Цар Крум“, „Неутрален офицер“ и др., както и срещу опозиционни лидери, като Г. М. Димитров и Кръстьо Пастухов. Те са синхронизирани с паралелния монтиран процес в Югославия срещу Дража Михайлович, по време на който са обявени връзки на Михайлович с български общественици, като Г. М. Димитров, Асен Стамболийски и Дамян Велчев.
Макар че официално продължава да е военен министър, на 29 юли Дамян Велчев е фактически поставен под домашен арест и интерниран в провинцията, а адютантът му подполковник Златев е арестуван и убит няколко дни по-късно. Ръководството на военното министерство на практика е поето от Крум Лекарски. На 25 септември министър-председателят Георгиев номинално става управляващ военното министерство, а Велчев е изпратен като посланик в Швейцария, избягвайки за момента показен съдебен процес.

#### Премахване на монархията
В края на лятото на 1946 г. ръководството на ОФ преценява, че разполага с необходимата политическа помощ да пристъпи към премахването на монархията. За 8 септември 1946 г. е насрочен референдум, резултатите от който са обявени на 14 септември същата година. Официалната статистика твърди, че над 95% от подадените бюлетини подкрепят републиканската форма на управление. Допитването е предшествано от мощна пропагандна кампания, която трябва да убеди българските граждани, че зад всички политически и икономически неуспехи на България стои монархическата институция. Изопачени са редица исторически факти, свързани с войните за национално обединение, протекционистичната политика, отношенията с Великите сили и дори въпросът със спасяването на българските евреи. На 15 септември същата година България официално е обявена за Народна република. Един месец по-късно в страната са проведени избори за Велико народно събрание, което трябва да изработи нова конституция.

### Външна политика
Укрепвайки политическата си власт, правителството на ОФ трябва да решава и редица важни икономически проблеми. Разрухата в стопанството, предизвикана от световната икономическа криза и войната се задълбочава, поради репресивните мерки на властта срещу собственици на предприятия и едри стопанства. На 1 април същата година е гласуван Законът за трудовата поземлена собственост, който ограничава собствеността върху земята на едно семейство до 200 декара, а в Добруджа – до 300 декара. На същата година е гласуван и „Законът за конфискация на придобитите чрез спекула и по незаконен начин имоти“. Държавата установява застрахователен монопол. Огромни средства са изразходвани за издръжката на съветските войски в България и за участието на армията в заключителната фаза на войната. Неблагоприятните климатични условия през периода 1945 – 1948 г. допълнително усложняват икономическата обстановка в страната. За да излезе от кризата, кабинетът сключва със СССР ново съглашение за взаимни доставки на стоки, което предвижда за кратко време внос в България на над 40 хиляди тона руска пшеница и царевица.

### Разпускане на правителството
Унищожаването на монархията и успехите на комунистите в изборите за ВНС водят до образуването на ново правителство, в което имат половината министерски кресла. Една от основните задачи на кабинета е да се ликвидират опозиционните политически формации, както и партиите в ОФ, представляващи опасност за комунистическия монопол върху властта.

### Кабинет
Сформира се от следните 17 министри и един председател:
| министерство                                                                     | име | име              | партия           |
| -------------------------------------------------------------------------------- | --- | ---------------- | ---------------- |
| председател на Министерския съвет                                                |     | Кимон Георгиев   | Звено            |
| подпредседател на Министерския съвет, електрификация, води и природни богатства1 |     | Трайчо Костов    | БРП (к.)         |
| подпредседател на Министерския съвет, земеделие и държавни имоти                 |     | Александър Оббов | БЗНС             |
| външни работи и изповедания                                                      |     | Георги Кулишев   | Звено            |
| вътрешни работи                                                                  |     | Антон Югов       | БРП (к.)         |
| народно просвещение                                                              |     | Стоян Костурков  | Радикална партия |
| финанси                                                                          |     | Иван Стефанов    | БРП (к.)         |
| правосъдие                                                                       |     | Любен Коларов    | БЗНС             |
| война                                                                            |     | Дамян Велчев     | Звено            |
| търговия и продоволствие                                                         |     | Димитър Нейков   | БРСДП            |
| обществени сгради, пътища и благоустройство                                      |     | Георги Драгнев   | БЗНС             |
| железници, пощи и телеграфи                                                      |     | Стефан Тончев    | БЗНС             |
| народно здраве                                                                   |     | Рачо Ангелов     | БРП (к.)         |
| социална политика                                                                |     | Георги Попов     | БРСДП            |
| информация и изкуствата                                                          |     | Димо Казасов     | безпартиен       |
| индустрия и занаяти1                                                             |     | Христо Лилков    | Звено            |
| председател на Върховния стопански съвет                                         |     | Добри Терпешев   | БРП (к.)         |
| министър без портфейл                                                            |     | Кимон Георгиев   | Звено            |

- 1: – създадено е с Указ № 3 от 11 март 1946 г.

### Промени в кабинета

#### от 25 септември 1946
- Военният министър Дамян Велчев подава оставка. Назначен е за пълномощен министър в Берн и напуска България. На негово място е назначен:

| министерство | име | име            | партия |
| ------------ | --- | -------------- | ------ |
| война        |     | Кимон Георгиев | Звено  |

## Събития

### 1946
- 8 септември 1946 – Насрочен е референдум, резултатите от който са обявени на 14 септември същата година за унищожаване на монархията.
- 15 септември 1946 – България официално е обявена за Народна република.
- 1 април 1946 – Гласуван е Законът за трудовата поземлена собственост, който ограничава собствеността върху земята на едно семейство до 200 декара, а в Добруджа – до 300 декара.